# Лежепёков, Василий Яковлевич
Васи́лий Я́ковлевич Лежепёков (р. 10 июня 1923 — 25 ноября 2005) — советский государственный деятель, генерал-полковник.

## Биография
Родился в селе село Красный Яр (Камышинский уезд, Саратовская губерния), сейчас Жирновский район, Волгоградская область.
В 1940 году после окончания средней школы поступил на артиллерийский факультет Ленинградского военно-механического института. В этом же году прервал обучение, вернулся на родину.
Работал в редакции районной газеты «Молотовец».
В РККА с 1941 года. Окончил школу сержантского состава, затем в 1942 году — Краснодарское артиллерийско-миномётное училище. В мае 1942 года назначен на должность командира взвода управления артиллерийской батареей в сформированный из курсантов училища Краснодарский полк. После восстановления училища стал командиром взвода курсантов.
С декабря 1943 года — в действующей армии, был командиром батареи на 2-м Украинском фронте. В 1944 году стал командиром батареи курсантов (Краснодарское артиллерийско-минометное училище). Победу встретил в звании капитана, в 1947 году демобилизован.
В 1949 году окончил Минскую школу профсоюзного движения ВЦСПС, в 1952 году — заочное отделение Минского юридического института. После окончания работал на разных партийных должностях в Минской области (заведующий отделом пропаганды и агитации Ворошиловского райкома партии города Минска, затем заместитель заведующего отделом пропаганды и агитации Минского обкома партии; с 1953 года — второй секретарь Червенского райкома партии, с 1955 года — первый секретарь Березинского райкома партии).
В 1963 году окончил Академию общественных наук при ЦК КПСС. Затем был инспектором Среднеазиатского бюро ЦК КПСС в Ташкенте. В 1964 году назначен на должность 2-й секретаря Минского горкома.
В феврале 1966 года стал 2-м секретарём Минского обкома Коммунистической партии БССР.
С 1969 года — в КГБ СССР. 2 апреля 1969 года назначен на должность заместителя начальника Главного управления пограничных войск КГБ СССР (начальника Политуправления Пограничных войск), ему было присвоено звание полковника. 27 марта 1969 года стал генерал-майором, 23 мая 1974 года — генерал-лейтенантом.
4 июля этого же года занял пост начальника Управления кадров КГБ СССР. 23 ноября 1978 года стал заместителем председателя КГБ СССР, оставаясь в должности начальника Управления кадров.
В марте 1983 года переведён в МВД СССР, был назначен на должность заместителя министра внутренних дел СССР. 29 октября 1984 года стал генерал-полковником.
В августе 1986 года ушёл на пенсию. Работал в институте космических исследований, затем в аппарате фонда академика С. С. Шаталина.
Член Совета Ассоциации ветеранов контрразведки. Похоронен на Троекуровском кладбище 5 участок.

## Награды и почётные звания
Награды СССР
- Орден Октябрьской Революции
- Орден Красного Знамени
- 3 Ордена Трудового Красного Знамени
- Орден «Знак Почёта»
- Орден Отечественной войны I степени
- Орден Красной Звезды
- Нагрудный знак «Почётный сотрудник госбезопасности»
  - Медали СССР и РФ

Иностранные награды
- Орден «За заслуги перед Отечеством» (ГДР) II степени
- Орден «За заслуги перед Отечеством» (ГДР) III степени
- Орден Красного Знамени (Монголия) (МНР)
- Орден За военные заслуги (МНР)
- Орден Полярной звезды (МНР)
- Другие ордена и медали